# Dithyridanthus
Dithyridanthus là một chi thực vật có hoa trong họ Orchidaceae.